# Cricotopus matudigitatus
Cricotopus matudigitatus är en tvåvingeart som beskrevs av Sasa och Kawai 1987. Cricotopus matudigitatus ingår i släktet Cricotopus och familjen fjädermyggor. Inga underarter finns listade i Catalogue of Life.